# 舒爾茨角
舒爾茨角（英語：Schulz Point）是南極洲的海岬，位於威爾克斯地，處於風車行動群島的雪莉島西端，根據美國海軍拍攝空中照片繪入地圖，現時由南極條約體系管理。